# Benzofurane
Le benzofurane ou coumarone, de formule chimique C8H6O, est un composé organique aromatique hétérocyclique. Il peut être décrit schématiquement comme résultant de l'accolement d'une molécule de benzène et d'une molécule de furane. 

## Propriétés physico-chimiques
C'est un liquide incolore qui polymérise lentement à la température ambiante, et plus rapidement sous l'effet de la chaleur ou par catalyse acide.

## Production et utilisation
Le benzofurane est produit à partir du pétrole brut et du goudron de houille. La quasi-totalité de la production est utilisée sous la forme polymérisée coumarone-indène, utilisée notamment dans les peintures et les vernis de protection contre la corrosion.

## Sécurité
Peu d'informations sont disponibles quant aux effets du benzofurane sur la santé ou l'environnement.
Le benzofurane est un liquide inflammable. Une exposition prolongée pourrait entraîner des effets nocifs sur le foie et les reins. Il pourrait être cancérigène pour l'homme.